# Exochus horridus
Exochus horridus är en stekelart som beskrevs av Valentina I. Tolkanitz 2001. Exochus horridus ingår i släktet Exochus och familjen brokparasitsteklar. Inga underarter finns listade i Catalogue of Life.